# Урмарський район
Урма́рський район (рос. Урмарский район, чув. Вăрмар районĕ) — муніципальне утворення в Чувашії (Росія).
Адміністративний центр — селище міського типу Урмари.

## Географія
Розташований в північно-східній частині Чуваської Республіки. На півночі межує з Козловським, на північному заході — з Цівільським, на заході — з Канаський, на півдні — з Янтіковським районами, на сході — з Республікою Татарстан. З півночі на південь територія району витягнута на 32 км, із заходу на схід — на 33 км.

## Історія
Район утворений 5 вересня 1927 року.

## Населення
Населення району становить 22204 особи (2019, 25189 у 2010, 28189 у 2002).

## Адміністративно-територіальний поділ
На території району 1 міське поселення та 14 сільських поселень:
| Поселення                           | Площа, км² | Населення, осіб (2002) | Населення, осіб (2010) | Населення, осіб (2019) | Центр          | Населені пункти |
| ----------------------------------- | ---------- | ---------------------- | ---------------------- | ---------------------- | -------------- | --------------- |
| Урмарське міське поселення          | 6,66       | 6316                   | 5679                   | 5472                   | Урмари         | 1               |
| Арабосинське сільське поселення     | 27,15      | 2000                   | 2031                   | 1760                   | Арабосі        | 2               |
| Бішевське сільське поселення        | 48,67      | 1072                   | 896                    | 731                    | Бішево         | 5               |
| Великочакинське сільське поселення  | 29,50      | 1107                   | 1015                   | 836                    | Великі Чаки    | 5               |
| Великояниковське сільське поселення | 58,48      | 1754                   | 1382                   | 1202                   | Велике Яниково | 4               |
| Ковалинське сільське поселення      | 62,52      | 1584                   | 1304                   | 1170                   | Ковалі         | 5               |
| Кудеснерське сільське поселення     | 43,80      | 1932                   | 1840                   | 1535                   | Кудеснери      | 4               |
| Кульгеське сільське поселення       | 36,12      | 1009                   | 765                    | 612                    | Кульгеші       | 4               |
| Мусірминське сільське поселення     | 25,21      | 1373                   | 1404                   | 1229                   | Мусірми        | 1               |
| Староурмарське сільське поселення   | 27,86      | 1539                   | 1374                   | 1194                   | Старі Урмари   | 1               |
| Тегешевське сільське поселення      | 35,30      | 1288                   | 1100                   | 916                    | Тегешево       | 3               |
| Челкасинське сільське поселення     | 32,77      | 1850                   | 1695                   | 1477                   | Челкаси        | 4               |
| Чубаєвське сільське поселення       | 31,11      | 1051                   | 882                    | 776                    | Чубаєво        | 3               |
| Шигалинське сільське поселення      | 38,32      | 945                    | 843                    | 707                    | Шигалі         | 2               |
| Шихабиловське сільське поселення    | 47,71      | 1512                   | 1324                   | 1190                   | Шихабилово     | 4               |
| Шоркістринське сільське поселення   | 47,08      | 1857                   | 1655                   | 1397                   | Шоркістри      | 4               |

## Найбільші населені пункти
Населені пункти з чисельністю населення понад 1000 осіб:
| № | Населений пункт | Населення, осіб (2002) | Населення, осіб (2010) |
| - | --------------- | ---------------------- | ---------------------- |
| 1 | Урмари          | 6 316                  | 5 679                  |
| 2 | Арабосі         | 1 459                  | 1 502                  |
| 3 | Мусірми         | 1 373                  | 1 404                  |
| 4 | Старі Урмари    | 1 539                  | 1 374                  |
| 5 | Кудеснери       | 1 233                  | 1 163                  |
| 6 | Шоркістри       | 1 102                  | 1 026                  |

## Господарство
Для Урмарського району характерна сільськогосподарська спеціалізація. Сільське господарство має м'ясо-молочно-зерновий напрямок з розвиненим картоплярством і хмільництвом. В районі діють молочні та відгодівельні комплекси, молочно-товарні та свинарські ферми, птахофабрика.
Промисловість на 90 % розміщена в селищі Урмари: меблева та швейна фабрики, підприємства харчової промисловості, механічний завод, ремонтні підприємства тощо.